# قهوه‌ساز خلأ

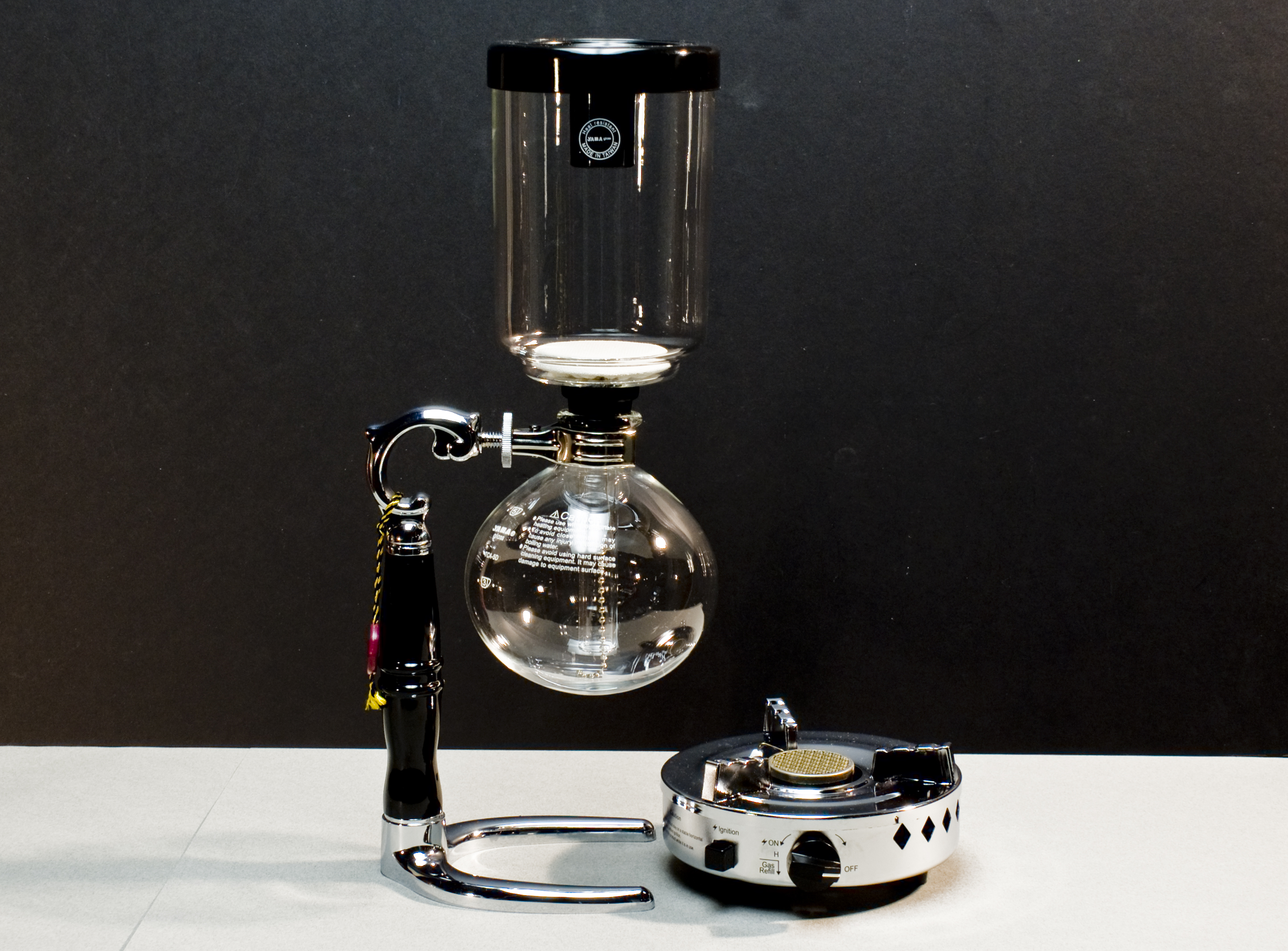
قوری قهوه‌ساز خلأ

قهوه‌ساز خلأ (به انگلیسی: vacuum coffee maker) یا قهوه‌ساز وَکیوم یا قهوه‌ساز سیفون، وسیله‌ای است برای ساختِ قهوه که به کمک خلأ توسط دو مخزن متصل به هم قهوه را می‌سازد.
این قهوه‌ساز توسط «لوف» (Loeff) آلمانی در برلین در دههٔ ۱۸۳۰ میلادی اختراع شد. این وسیله از بیش از یک سده پیش برای ساخت قهوه مورد استفاده است.
جنس مخزن قهوه‌ساز خلأ از شیشه بوروسیلیکات، فلز یا پلاستیک است و فیلتر آن از الیاف شیشه‌ای، فلزی، کاغذی یا نایلون است.

## نحوهٔ کار

فشار بخار، آب را از مخزن پایین به بالا انتقال می‌دهد و بعد از کم شدن فشار بخار قهوه از مخزن بالا به مخزن پایین هدایت می‌شود.

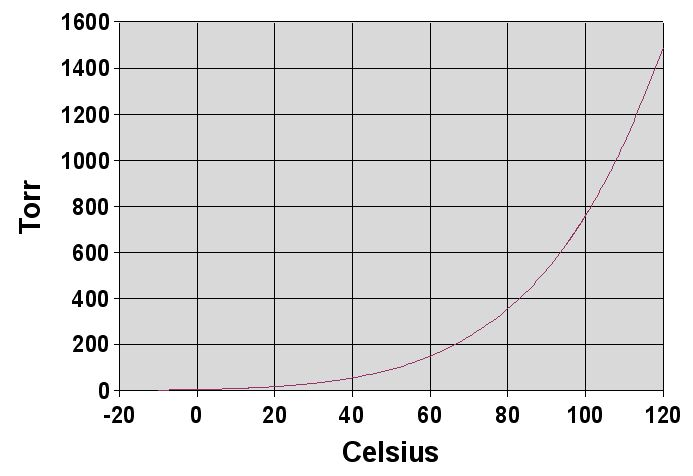
با افزایش فشار بخار در آب ۱۰۰ درجه که برابر با ۷۶۰ torr یا mm جیوه است. آب به مخزن بالا می‌رود.

آب در مخزن پایینی ریخته می‌شود و آن را حرارت می‌دهند تا به نقطهٔ جوش برسد. بر اثر افزایش فشار بخار، بخار آب به مخزن بالایی انتقال می‌یابد و با پودر قهوه که در بالای فیلتر قرار دارد تماس حاصل می‌کند. بعد از مدتی که بیشتر آب به مخزن بالایی رفت و آب جوش در مخزن بالایی با قهوه پودر شده به خوبی ترکیب شد، با خاموش کردن شعلهٔ زیر مخزن پایینی بر اثر اُفتِ دما، فشار بخار در مخزن پایینی کاهش می‌یابد و قهوه از فیلتر در مخزن بالایی می‌گذرد و به مخزن پایینی می‌ریزد.
قهوهٔ فیلترشده را که موجود در مخزن پایینی است، سِرو می‌کنند.

## نگارخانه

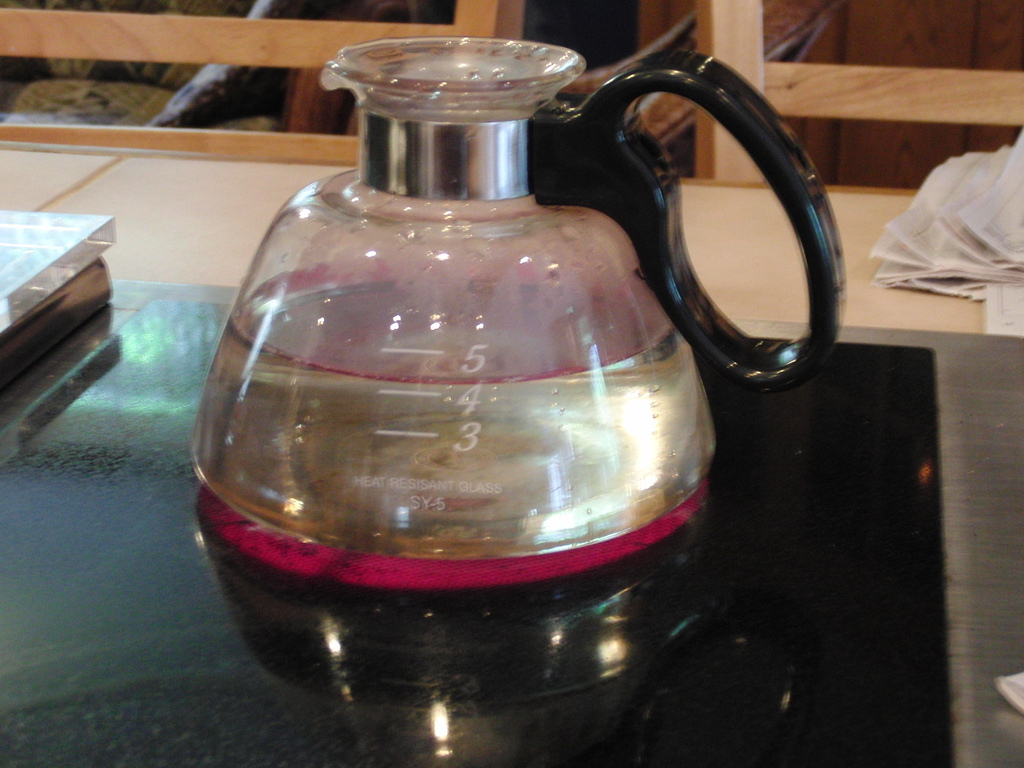
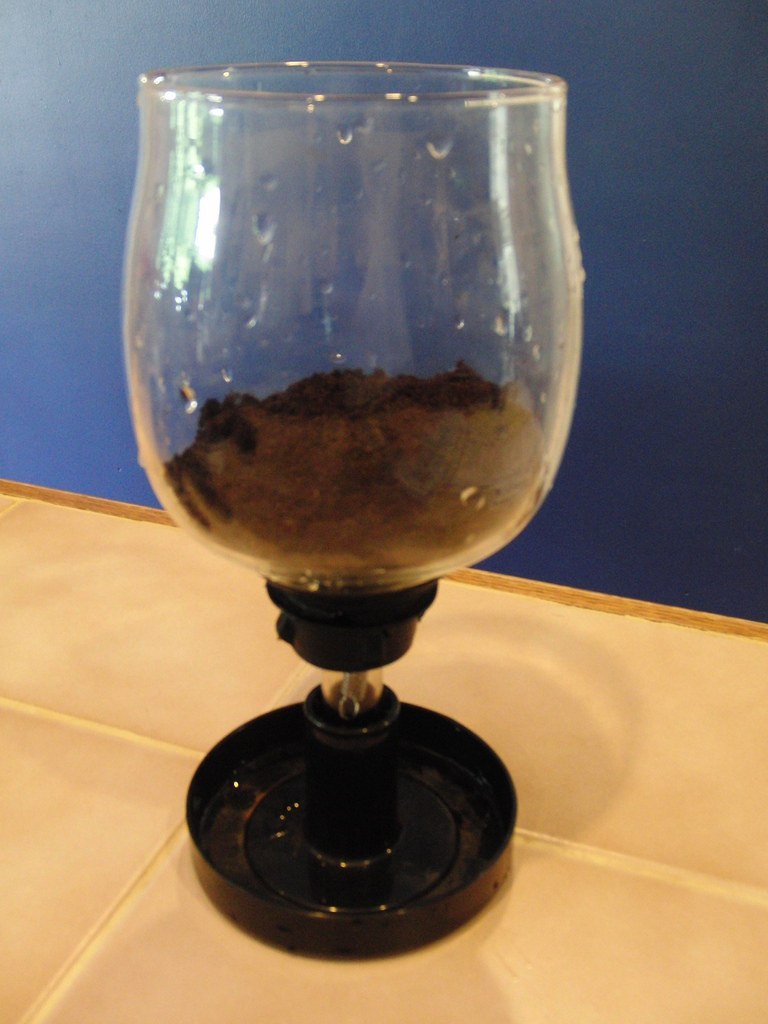
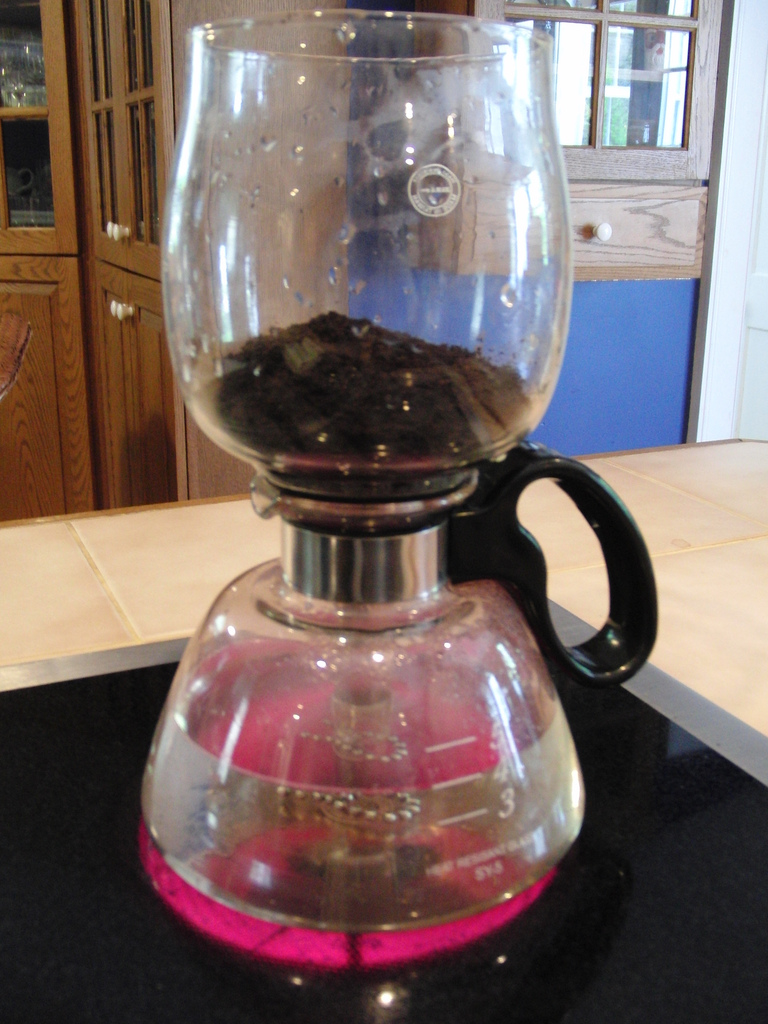
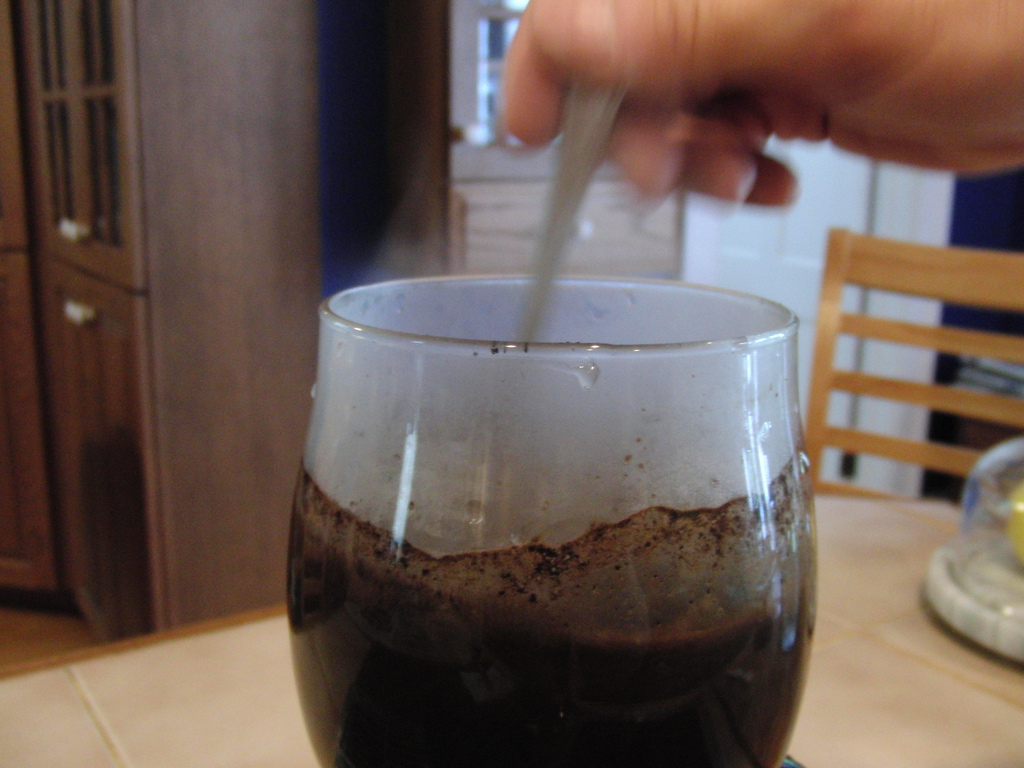
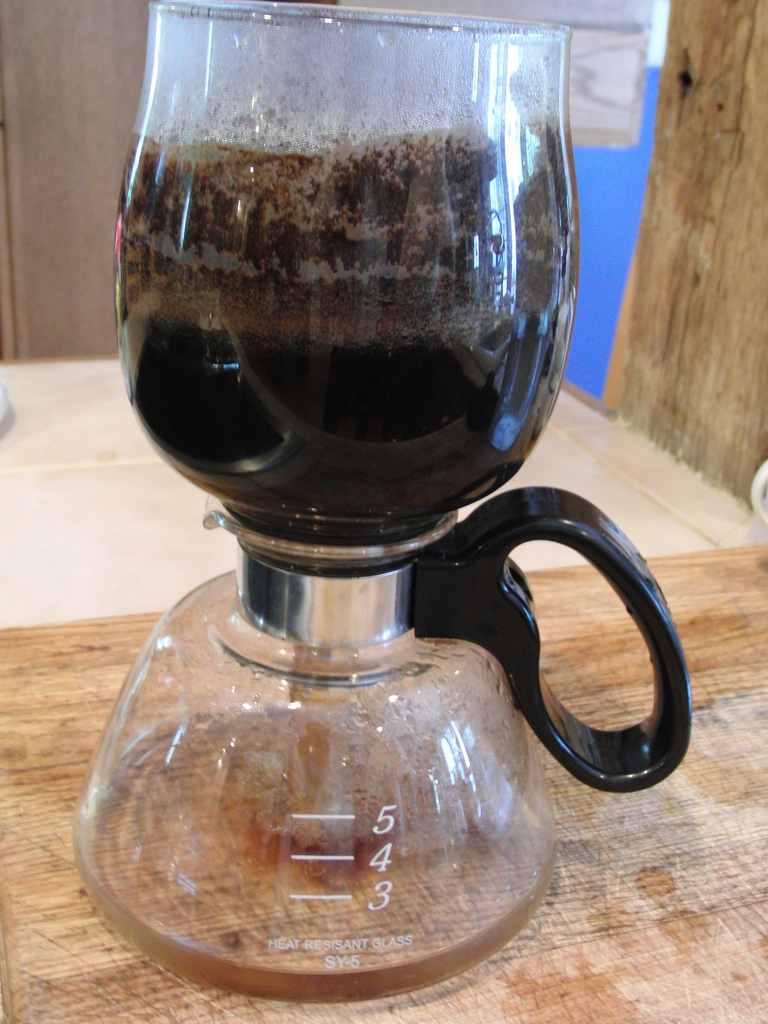
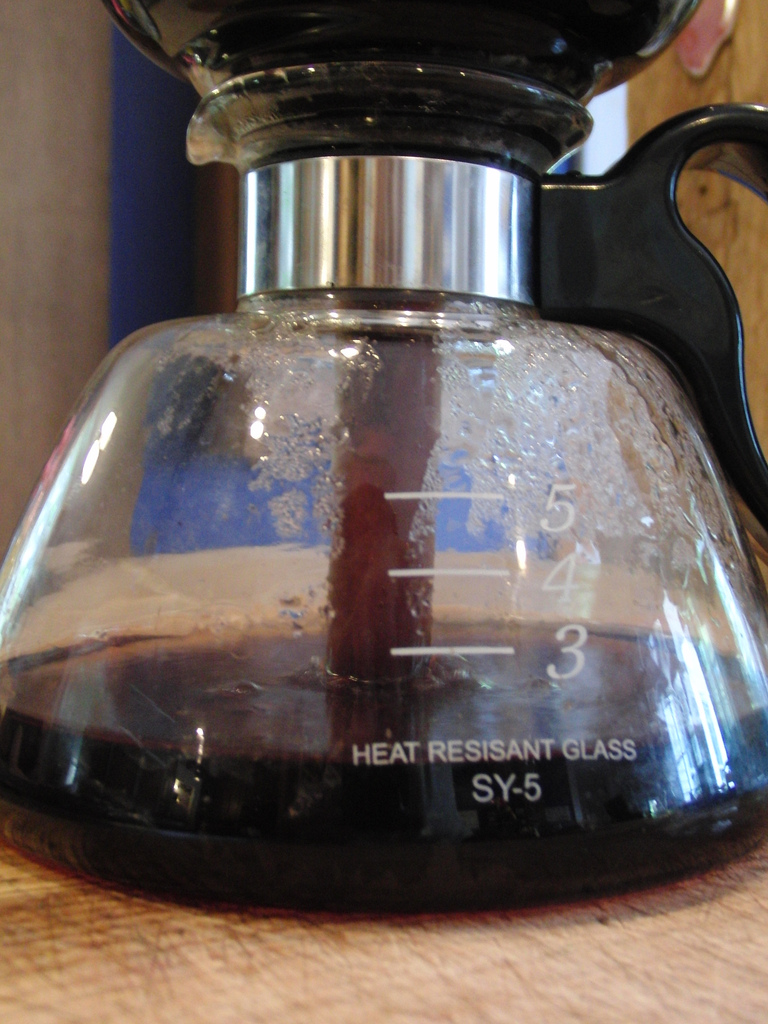
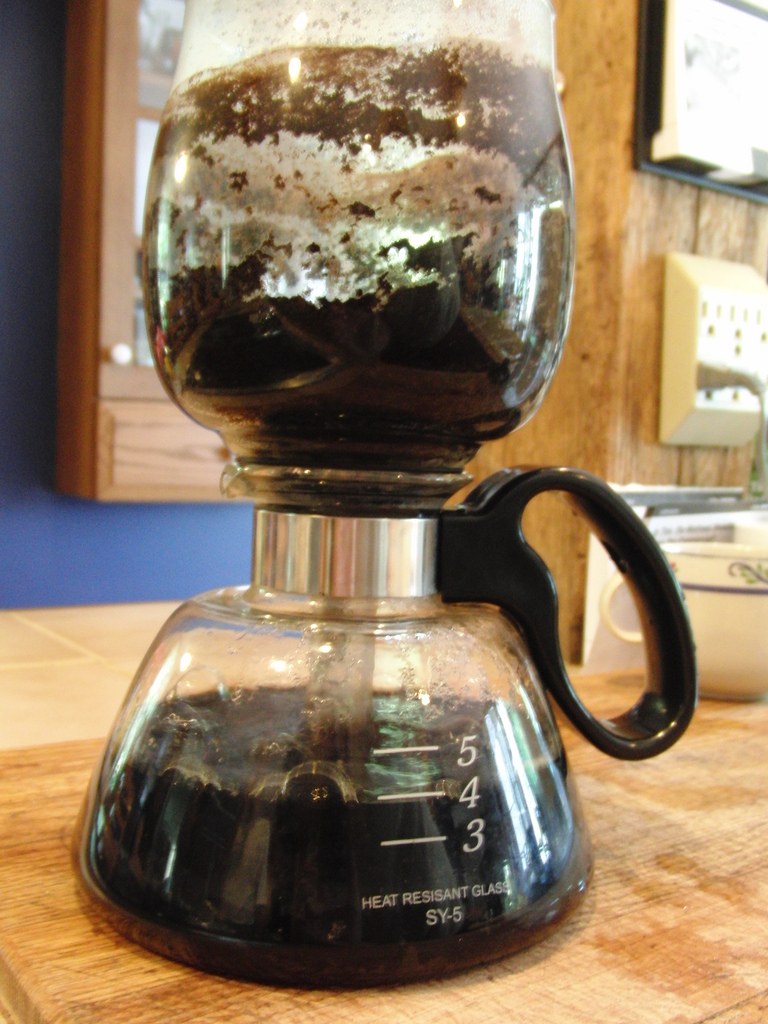